# NRJ Music Awards de 2016
O NRJ Music Awards de 2016 foi realizado em 12 de novembro de 2016, no Palais des Festivals, em Cannes, na França. A cerimônia foi transmitida ao vivo pela rede de TV TF1, e pela estação de rádio NRJ, mas com um atraso de 5 a 15 minutos devido a ameaças terroristas, e foi apresentada por Nikos Aliagas.

## Audiência
A 18ª cerimônia do NRJ Music Awards ficou no topo da audiência na noite de 12 de novembro de 2016 na França, atraindo 5,3 milhões de telespectadores até às 12h10, de acordo com Médiamétrie. A premiação atraiu 29% para indivíduos com quatro anos ou mais, e 42% para donas de casa com menos de cinquenta anos. A cerimônia do ano anterior atraíra 5,6 milhões de espectadores, ou 29,6% do público em geral. O programa, portanto, perdeu 300.000 espectadores, ou 0,6 pontos de audiência em um ano.

## Performances
| Artista                | Canção(ões)                                                                                     | Apresentado por |
| ---------------------- | ----------------------------------------------------------------------------------------------- | --------------- |
| Bruno Mars             | "24K Magic"                                                                                     | Nikos Aliagas   |
| Christophe Maé         | "Il Est où le Bonheur"                                                                          | Nikos Aliagas   |
| Robbie Williams        | Medley: "Supreme" "Party Like a Russian"                                                        | Nikos Aliagas   |
| Kendji Girac           | Medley: "Les Yeux de la Mama" "Ealouse" "Sonrisa"                                               | Nikos Aliagas   |
| Coldplay               | "Everglow"                                                                                      | Nikos Aliagas   |
| Enrique Iglesias Wisin | Medley: "Duele el Corazón" (Enrique Iglesias e Wisin) "Tired of Being Sorry" (Enrique Iglesias) | Nikos Aliagas   |
| Maître Gims Niska      | "Sapés comme Jamais"                                                                            | Nikos Aliagas   |
| Louane                 | Medley: "Jour 1" "Nos Secrets"                                                                  | Nikos Aliagas   |
| M. Pokora              | Medley: "Bélinda" "Cette Année-là"                                                              | Nikos Aliagas   |
| Charlie Puth           | Medley: "See You Again" Marvin Gaye" We Don't Talk Anymore"                                     | Nikos Aliagas   |
| Kids United            | "On Écrit sur les Murs"                                                                         | Nikos Aliagas   |
| Soprano                | "Le Diable ne S'habille Plus en Prada"                                                          | Nikos Aliagas   |
| Amir                   | "J'ai Cherché"                                                                                  | Nikos Aliagas   |
| Charlie Puth Louane    | "Imagine"                                                                                       | Nikos Aliagas   |
| Twenty One Pilots      | "Ride"                                                                                          | Nikos Aliagas   |
| Tal                    | "Are We Awake"                                                                                  | Nikos Aliagas   |
| Jain                   | "Come"                                                                                          | Nikos Aliagas   |
| Jenifer                | Medley: "Au Soleil" "Ma Révolution" "Mourir dans Tes Yeux"                                      | Nikos Aliagas   |

## Indicados e vencedores
O anúncio dos indicados teve início em 26 de setembro de 2016, com as categorias "Revelação Francófona" e "Revelação Internacional", e terminou em 30 de setembro de 2016, com as categorias "Clipe do Ano", "DJ do Ano", e "Canção Internacional" sendo anunciadas. Os vencedores foram revelados em 12 de novembro de 2016.
| Cantor Francófono (apresentado por Jenifer e Robbie Williams) | Cantora Francófona (apresentado por Alicia Endemann e Jérôme Commeeur) |
| --- | --- |
| - Soprano - Black M - Julien Doré - Kendji Girac - Christophe Maé - Maître Gims                                                                                           | - Tal - Céline Dion - Imany - Jenifer - Louane - Zaho |
| Cantor Internacional (apresentado por Tony Yoka e Estelle Mossely) | Cantora Internacional (apresentado por Martina Stoessel) |
| - Justin Bieber - Drake - Enrique Iglesias - Enrique Iglesias - the Weeknd - Charlie Puth - Justin Timberlake                                                             | - Sia - Adele - Beyoncé - Lady Gaga - Rihanna - Shakira |
| Revelação Francófona (apresentado por Laetitia Milot e Soprano) | Revelação Internacional (apresentado por Ingrid Chauvin e Hatem Ben Arfa) |
| - Amir - Claudio Capéo - Jain - Jul - Ridsa - Slimane | - Twenty One Pilots - Fifth Harmony - Lukas Graham - Zara Larsson - Mike Posner - The Chainsmokers |
| Grupo/Duo Francófono (apresentado por Iris Mittenaere e Black M) | Grupo/Duo Internacional (apresentado por Ilona Smet e Julian Perretta) |
| - Fréro Delavega - Kids United - L.E.J - Les 3 Mousquetaires - Maître Gims com part. de Jul                                                                               | - Coldplay - Calvin Harris com part. de Rihanna - Enrique Iglesias com part. de Pitbull - Major Lazer - Sia com part. de Sean Paul |
| Canção Francesa do Ano (apresentado por Sylvie Tellier e Christophe Licata)                                                                                               | Canção Internacional do Ano (apresentado por Zaho e Elie Semoun) |
| - Amir - "J'ai Cherché" - Christophe Maé - "Il Est où le Bonheur" - Maître Gims - "Sapés comme Jamais" - Soprano - "Le Diable ne S'habille Plus en Prada" - Jain - "Come" | - Justin Bieber - "Love Yourself" - David Guetta com part. de Zara Larsson - "This One's for You" - Enrique Iglesias com ´part. de Wisin - "Duele el Corazón" - Julian Perretta - "Miracle" - Sia com part. de Sean Paul - "Cheap Thrills" - Justin Timberlake - "Can't Stop the Feeling!" |
| Clipe do Ano (apresentado por Imany e Jarry) | DJ do Ano (apresentado por Manuela Diaz e M.Pokora) |
| - Christophe Maé - "Il Est où le Bonheur" - Adele - "Hello" - Coldplay - "Up&Up" - Julien Doré - "Le Lac" - Jain - "Come" - Rihanna com part. de Drake - "Work"           | - David Guetta - DJ Snake - Feder - Martin Garrix - Kungs - Kygo |
| Canção com Mais Streams (apresentado por Nikos Aliagas) | Prêmio de Mérito |
| Coldplay - "Hymn for the Weekend" | Enrique Iglesias (apresentado por Nikos Aliagas) Bruno Mars (apresentado por Chris Martin) |